# Алисон Толман
Алисон Кара Толман (енгл. Allison Tolman; Хјустон, 18. новембар 1981) америчка је глумица позната по својој улози Моли Солверсон у првој сезони серије Фарго, која је зарадила номинације за Златни Глобус и Еми.

## Дјетињство
Толманова је рођена у Тексасу, ћерка Валерије и Дејвиса Николас Толмана. Када је имала само неколико мјесеци, њена породица се преселила у Енглеску и тамо остала до њене четврте године. Након тога се преселила у Тексас. Почела је да похађа часове глуме када је имала само десет година у Форт Бенд театру. Ишла је у среднју школу Клементс, а дипломирала је 2000. године на универзитету Бајлор. Након тога се преселила у Далас, гдје је постала једна од оснивачица Друштвеног театра.

## Каријера
Своју каријеру је започела 2004. године када је глумила у првој сезони криминалистичке серије Фарго. Исте те године је најављено да ће имати улогу у двије гостујуће епизоде на Пројекту Минди као Еби Берман, романописац. Године 2015. је глумила у филму Крампус, заједно са Адамом Скотом, Давидом Коекханером, Емјаи Антони и Стефанјом Овен.